# Mechero Bunsen

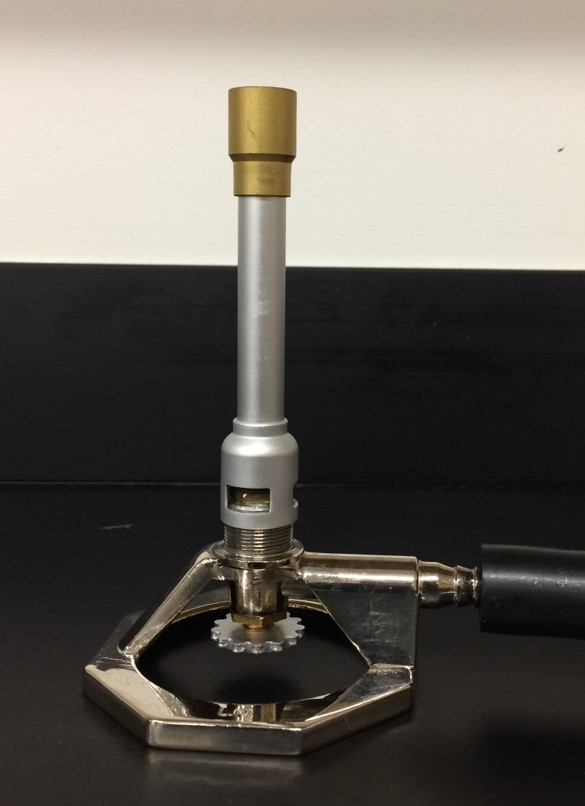
Mechero Bunsen moderno

Un mechero o quemador Bunsen es un instrumento utilizado en los laboratorios científicos para calentar, esterilizar o proceder a la combustión de muestras o reactivos químicos.
Fue inventado por Carlos Bunsen en 1857 y provee una transmisión muy rápida de calor intenso en el laboratorio. Es un quemador de gas natural o de gases licuados procedentes del petróleo (normalmente propano, butano o una mezcla de ambos), siendo la llama el producto de la combustión de una mezcla regulable de aire con uno de estos gases.

## Historia

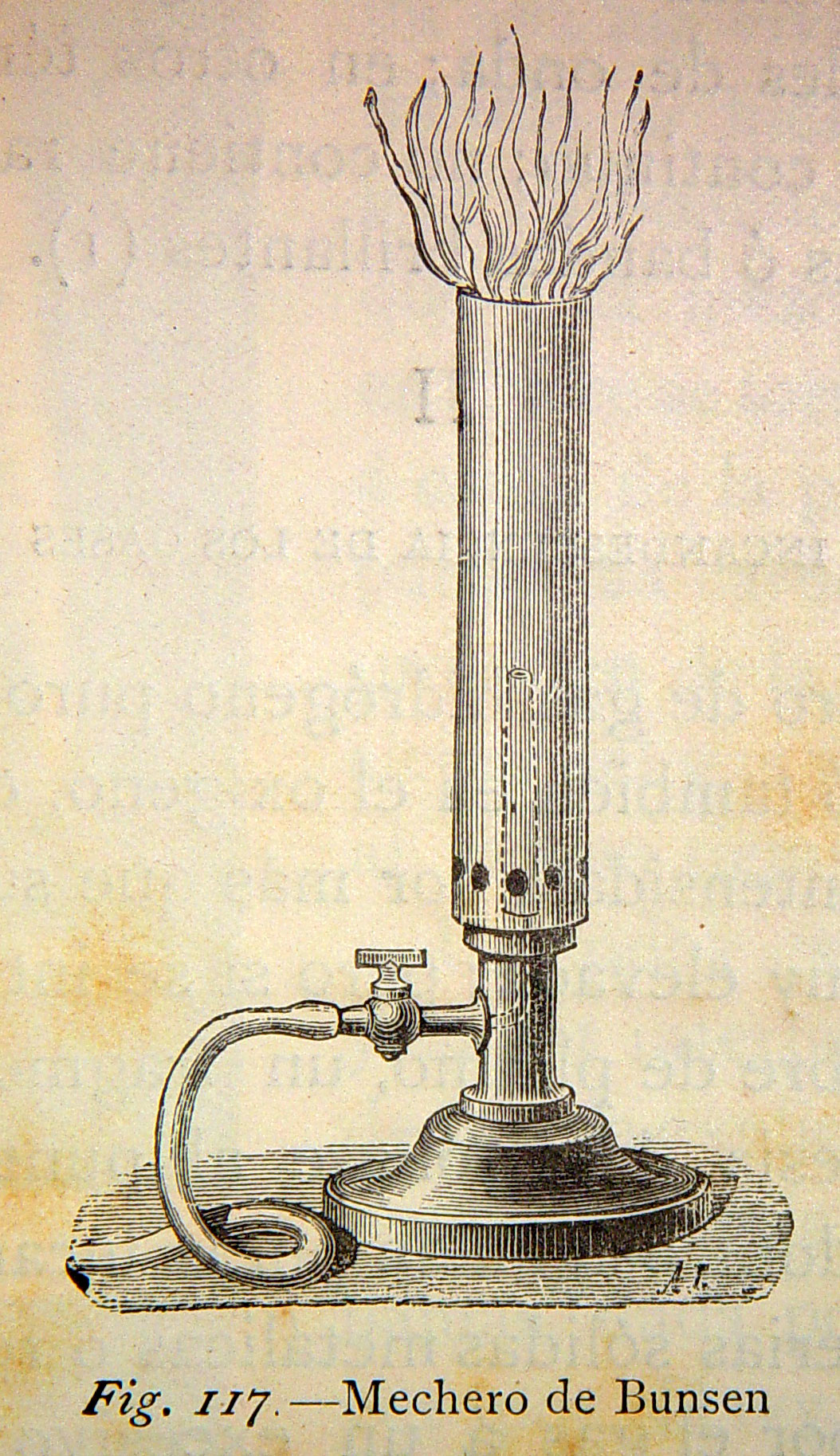
Mechero Bunsen en un grabado de 1882

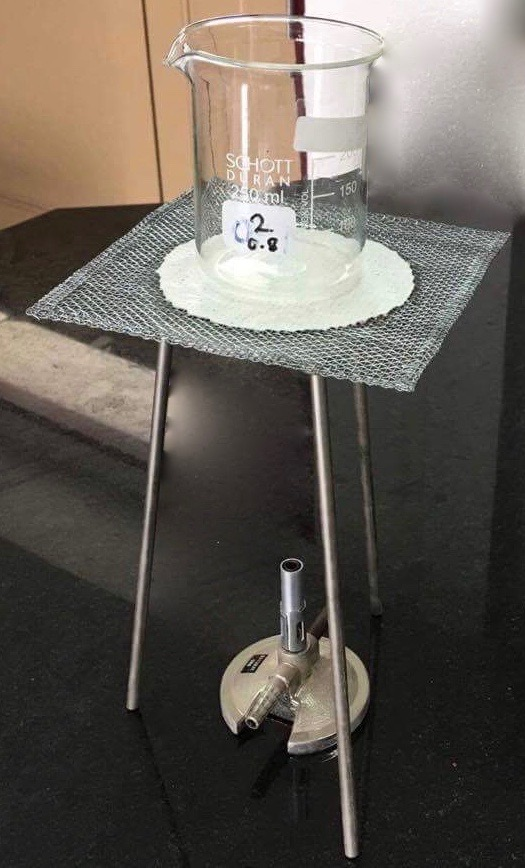
Un mechero bunsen situado bajo un trípode para calentar un recipiente de laboratorio

En 1852 la Universidad de Heidelberg contrató a Bunsen y le ofreció asignarle un nuevo edificio de laboratorios. La ciudad de Heidelberg había comenzado a instalar el alumbrado público mediante farolas de gas, por lo que la universidad pudo dotar al nuevo laboratorio de suministro de gas.
Las diseñadoras del edificio previeron la utilización del gas no solo para la iluminación, sino que también instalaron quemadores para las operaciones de laboratorio. En los quemadores de laboratorio era deseable maximizar la temperatura y minimizar la luminosidad. Sin embargo, los quemadores de laboratorio existentes por entonces dejaban mucho que desear, tanto en términos del calor de la llama, como respecto a su economía y simplicidad.
Mientras el edificio estaba en construcción a finales de 1854, Bunsen sugirió ciertos principios de diseño al mecánico de la Universidad, Peter Desaga, a quien pidió que construyese el prototipo de un mechero. El diseño de Bunsen/Desaga era muy eficiente en la generación de calor, en la reducción del hollín generado y en la obtención de una llama no luminosa mediante la mezcla del gas con el aire de manera controlada antes de la combustión. Desaga ideó unas ranuras ajustables para el aire en la parte inferior del quemador cilíndrico, con la llama de encendido en la parte superior. En el momento en que el edificio se inauguró a principios de 1855, Desaga había construido cincuenta de estos quemadores para los estudiantes de Bunsen. Dos años más tarde publicó una descripción del mechero Bunsen, y muchos de sus colegas pronto adoptaron este diseño.
Gustav Kirchhoff y Robert Bunsen construyeron hacia 1860 un espectroscopio para el análisis de los patrones lumínicos generados mediante el calentamiento de diversas sustancias con su mechero, procedimiento que permitió descubrir en muy poco tiempo el cesio (1860), el rubidio (1861), el talio (1861) y el indio (1863).
Principios similares habían sido utilizados anteriormente por Michael Faraday en el diseño de un quemador, así como en un dispositivo patentado en 1856 por el ingeniero de gas R.W. Elsner, pero no obtuvieron la difusión del diseño de Bunsen/Desaga.
Los mecheros Bunsen siguen empleándose actualmente en laboratorios de todo el mundo. Sin embargo, el desarrollo de instrumental de laboratorio más moderno ha ido relegando al mechero Bunsen al papel de un medio auxiliar, aunque todavía con gran presencia en las prácticas de laboratorio de muchas disciplinas académicas, donde se utiliza en la formación básica del alumnado de numerosas facultades y del personal de todo tipo de laboratorios.
Sigue siendo usado especialmente para facilitar el doblado de vidrio de laboratorio y eventualmente para calentar líquidos (aunque otros tipos de quemadores o calefactores eléctricos suelen ser más adecuados). Para las pruebas de espectrografía, ha sido sustituido sistemáticamente por dispositivos analíticos automáticos, mucho más precisos al no depender del ajuste manual de las condiciones de partida del ensayo a realizar, ni de la interpretación efectuada por un técnico de laboratorio de las lecturas obtenidas.

## Armado del equipo
- Con la ayuda de una manguera conectar el un extremo en la salida de gas y el otro extremo en la entrada del mechero.(verificar la correcta conexión)
- Verificar que la llaves del mechero se encuentre cerrada.
- Encender con la ayuda de un fósforo o fosforera, abrir la llaves de forma prolongada hasta tener una llama amarilla.
- Ajustar la entrada de aire a través de los orificios girando dicha entrada hasta que la llama se vuelva azul.[9]

## Descripción

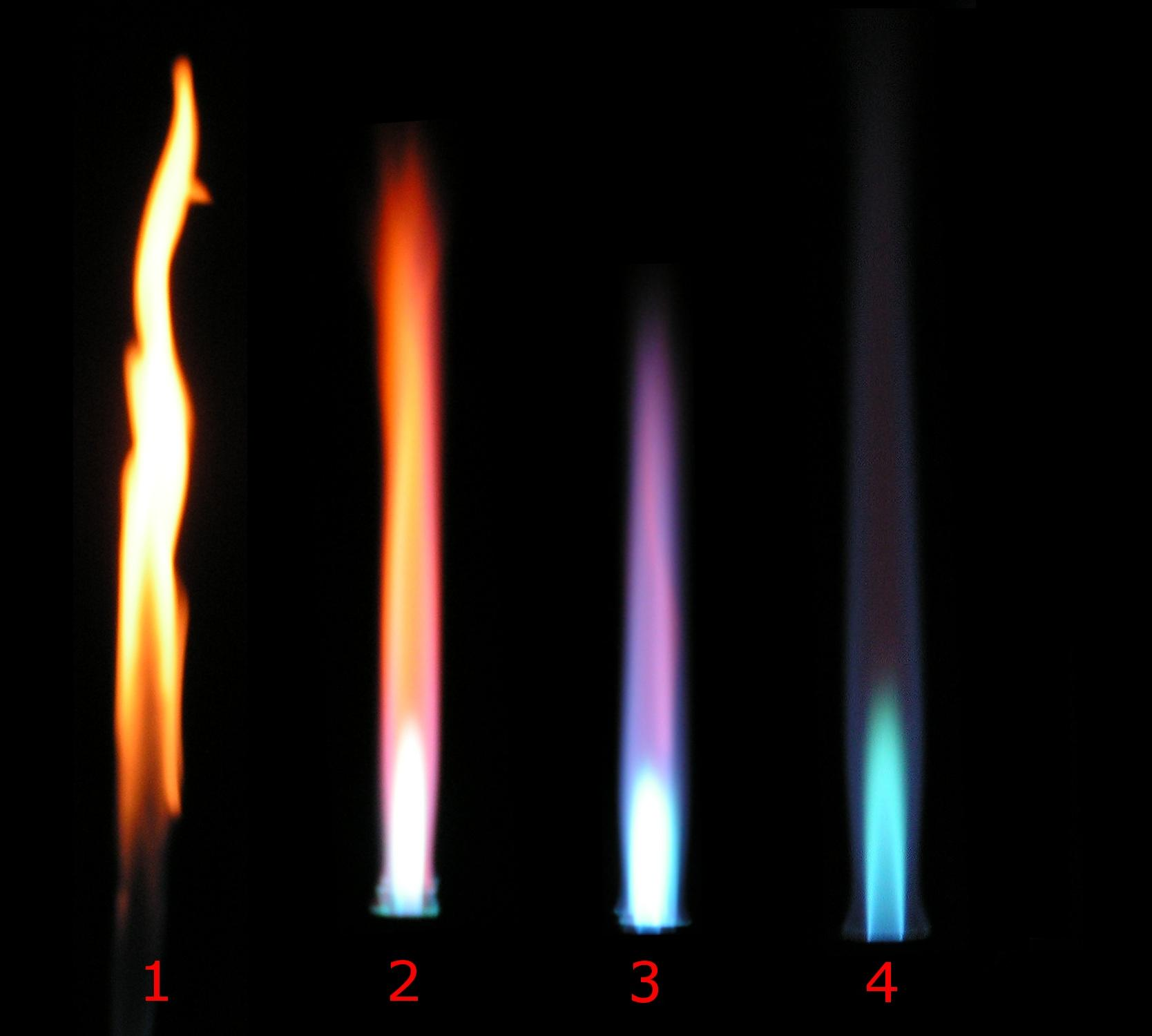
Distintos tipos de llama en un quemador Bunsen dependiendo del flujo de aire ambiental entrante en la válvula de admisión (no confundir con la válvula del combustible).
1. Válvula del aire cerrada (llama segura).
2. Válvula medio abierta.
3. Válvula abierta al 90 %.
4. Válvula abierta por completo (llama azul crepitante; se recomienda su uso ya que no deja residuos de carbón sobre el material calentado).

El quemador tiene una base pesada en la que se introduce el suministro de gas. De allí parte un tubo vertical por el que el gas fluye atravesando un pequeño orificio en el fondo del tubo. Algunas perforaciones en los laterales del tubo permiten la entrada de aire en el flujo de gas (gracias al efecto Venturi) proporcionando una mezcla inflamable a la salida de los gases en la parte superior del tubo donde se produce la combustión, muy eficaz para la química avanzada.
El mechero Bunsen es una de las fuentes de calor más sencillas del laboratorio y es utilizado para obtener temperaturas no demasiado elevadas (hasta un máximo del orden de unos 1500 °C). Consta de una entrada de gas (controlada mediante una válvula de aguja, o sin regulador en los modelos más sencillos), una entrada de aire y un tubo de combustión. El tubo de combustión está atornillado a una base por donde entra el gas combustible a través de un tubo de goma, con una llave de paso que permite abrir o cerrar el flujo de gas. Presenta dos orificios ajustables para regular la entrada de aire.
La cantidad de gas y por lo tanto de calor de la llama puede controlarse ajustando el tamaño del orificio en la base del tubo. Si se permite el paso de más aire para su mezcla con el gas la llama arde a mayor temperatura (apareciendo con un color azul). Si los agujeros laterales están cerrados el gas solo se mezcla con el oxígeno atmosférico en el punto superior de la combustión ardiendo con menor eficacia y produciendo una llama de temperatura más fría y color rojizo o amarillento, la cual se llama "llama segura" o "llama luminosa". Esta llama es luminosa debido a pequeñas partículas de hollín incandescentes. La llama amarilla es considerada "sucia" porque deja una capa de carbón sobre la superficie que está calentando. Cuando el quemador se ajusta para producir llamas de alta temperatura, estas (de color azulado) pueden llegar a ser invisibles contra un fondo uniforme.
Si se incrementa el flujo de gas a través del tubo mediante la apertura de la válvula de aguja crecerá el tamaño de la llama. Sin embargo, a menos que se ajuste también la entrada de aire, la temperatura de la llama descenderá porque la cantidad incrementada de gas se mezcla con la misma cantidad de aire, dejando a la llama con poco oxígeno. La llama azul en un mechero Bunsen es más caliente que la llama amarilla.
La forma más común de encender el mechero es mediante la utilización de un fósforo o un encendedor a chispa.

## Análisis de sustancias mediante la llama del mechero Bunsen

Llama de un mechero Bunsen, con sus Partes (I,II y III) y Zonas (de 1 a 6) características.

Las distintas propiedades fisicoquímicas de las regiones características de la llama del mechero Bunsen, permiten la realización de una serie de pruebas para la identificación de diversas sustancias químicas o minerales. Para ello, se suele utilizar un diminuto anillo de platino sujeto a un alambre del mismo material (unido a su vez a una varilla de vidrio), que sirve para situar las muestras pulverizadas (bien directamente o bien adheridas a una pequeña perla de sales de bórax humedecida que se forma previamente por fusión en un extremo del alambre, procedimiento denominado flujo vítreo), en el punto de la llama deseado, pudiéndose estudiar entonces:
- Fusibilidad.
- Poder de colorear la llama.
- Volatilidad.
- Comportamiento ante la oxidación y la reducción.

En todas estas reacciones se utiliza la llama de gas no luminosa. El gas suele contener pequeñas proporciones de CO2, O2 y N2; el resto son sustancias reductoras, es decir, que se combinan con el oxígeno durante la reacción de combustión. La luminosidad de la llama suele deberse a la presencia en el gas de pequeñas trazas de hidrocarburos no saturados (como etileno, propileno o acetileno), que al calentarse se descomponen en metano y carbono libre, que es el material que al entrar en incandescencia produce la luminosidad de la llama. Cuando se hace llegar en la proporción adecuada aire al gas antes de quemarse, la llama tiende a no ser luminosa.
La llama presenta una serie de regiones características, con distintas propiedades específicas en cada caso:

Partes de la llama:
- I) Cono interior de la llama: no hay combustión, al tener una temperatura demasiado baja; contiene gas sin arder, con aproximadamente un 62% de aire.
- II) Manguito de llama: formado por gas en combustión y aire.
- III) Punta luminosa: aparece cuando los orificios de aire están parcialmente cerrados.

A su vez, se localizan una serie de puntos específicos con propiedades determinadas:

Zonas de reacción:
- 1) Base de la llama: su temperatura es relativamente baja, al estar en contacto con corrientes de aire exteriores. Se utiliza para investigar la presencia de sustancias volátiles que puedan colorear la llama, detectándose en esta zona las que se volatilizan con temperaturas más bajas.
- 2) Zona de fusión: es la zona de mayor temperatura, y está situada a poco más de un tercio de la altura de la llama y en el centro del manguito (la Zona II). Sirve para investigar sustancias respecto a su fusibilidad y volatilidad.
- 3) Zona oxidante inferior: situada en el límite exterior de la Zona de fusión, se usa para la oxidación de sustancias disueltas en flujo vítreo.
- 4) Zona reductora inferior: situada en el límite exterior de la Zona II; presenta un poder reductor moderado, siendo utilizada para reducciones sobre carbón vegetal o con flujo vítreo.
- 5) Llama reductora superior: es la punta luminosa del cono interior de la llama, y se produce disminuyendo gradualmente el acceso de aire. No contiene oxígeno libre, siendo rica en carbono libre incandescente, lo que permite utilizar esta zona para reducir óxidos en forma de incrustaciones.
- 6) Llama oxidante superior: es la punta de la zona no luminosa de la llama, actúa más eficazmente cuando los orificios de entrada de aire están completamente abiertos y se utiliza para pruebas de oxidación, para desprender productos volátiles, y para procesos oxidantes que no requieren temperaturas excesivamente elevadas.

### Ensayos

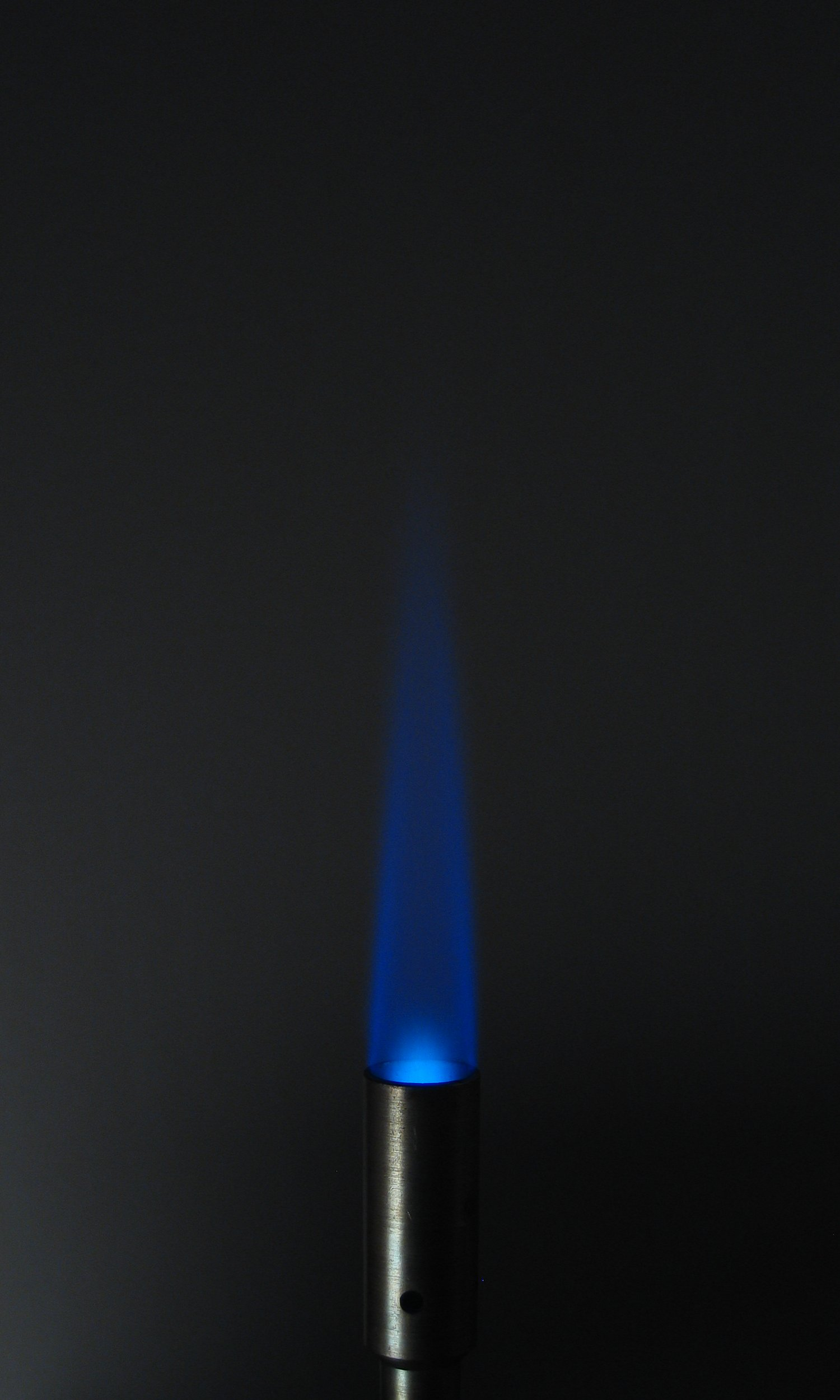
Llama no lumínica característica de un mechero Bunsen

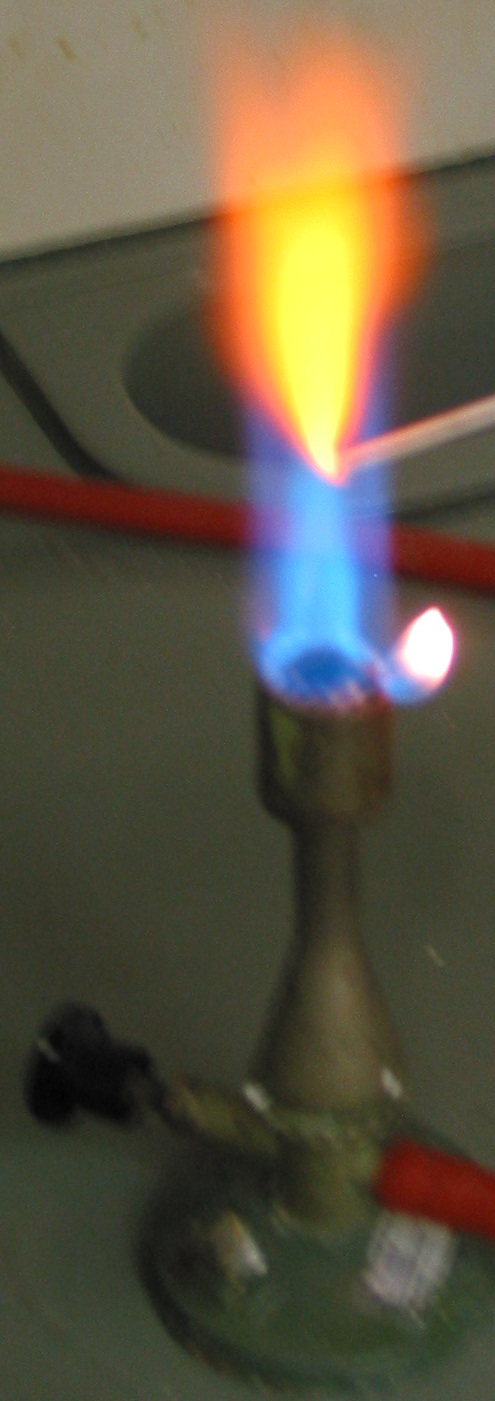
Ensayo a la llama de una muestra de calcio.

#### Fusibilidad
La llama del mechero permite determinar el rango de temperatura aproximado al que funden numerosas sustancias. Aunque la máxima temperatura teórica de la llama es de unos 2300 °C, en la práctica la temperatura máxima de la combustión en condiciones óptimas del gas natural con vez y media su volumen de aire es de 1820 °C, obteniéndose normalmente temperaturas inferiores (de entre 1500 y 1000 °C) condicionadas por diversas pérdidas, por la calidad del gas combustible y por el volumen y la humedad del aire mezclado. Para identificar las temperaturas efectivas de cada zona de la llama, se suele analizar la luz emitida por un alambre de platino cuando entra en incandescencia en el interior de la llama:
- 1. Rojo incipiente 525 °C
- 2. Rojo oscuro 700 °C
- 3. Rojo cereza 950 °C
- 4. Rojo amarillento 1100 °C
- 5. Rojo blanco débil 1300 °C
- 6. Rojo blanco brillante 1500 °C

De forma orientativa, se pueden utilizar como referencia los siguientes puntos de fusión:
- 1. Plomo 327 °C
- 2. Aluminio 658 °C
- 3. Plata 960 °C
- 4. Cobre 1083 °C
- 5. Níquel 1452 °C
- 6. Platino 1773 °C

#### Color comunicado a la llama
La presencia de determinados elementos químicos produce en muchos casos un determinado color de la llama en la que se introducen las muestras (fucsia-rojo del litio, amarillenta del sodio, anaranjada del calcio, verde del sulfato de cobre, violeta del arsénico o lila del plomo). Se trata de un ensayo muy básico, que permite distinguir de forma rápida y sencilla algunos minerales concretos de otros de apariencia similar con distinta composición química.

#### Volatilidad
Utilizando un tubo de vidrio cerrado, es posible separar las sustancias volátiles contenidas en una muestra vaporizándolas primero sometiendo el tubo a la llama, y esperando a que se condensen sobre las paredes del tubo una vez retirado del fuego.

#### Oxidación y reducción
Existen numerosos ensayos de oxidación y reducción que se pueden llevar a cabo con la llama de un mechero Bunsen:
- Mediante flujos vítreos o perlas.
- Reducción con barritas de carbón vegetal.
- Reducción en tubo de ensayo
- Reducción en la llama superior para formar depósitos metálicos o de óxidos.
- Reducción sobre carbón vegetal.

### Espectrometría
El mechero Bunsen también fue profusamente utilizado en ensayos de espectrometría, siendo un método relativamente sencillo para lograr la incandescencia de determinados materiales mediante su calentamiento, lo que permite analizar los patrones de refracción correspondientes.
Este sistema ha sido muy utilizado como un método de análisis rápido y económico, que permitía:
- Análisis cualitativos rápidos de los componentes metálicos de una sustancia.
- Examen de precipitados
- Comprobación de la pureza de ciertos reactivos analíticos de laboratorio.
- Detectar la presencia de metales raros, presentes en cantidades mínimas.
- Análisis de muestras de las que se dispone de cantidades mínimas.
- Control de calidad de los productos de las plantas metalúrgicas.

Para todos estos fines, se desarrolló una serie de dispositivos espectrográficos (tanto de laboratorio como de bolsillo), capaces de suministrar información más o menos detallada acerca de los patrones espectrales de la luz de incandescencia producida gracias al mechero.

## Mecheros de gas
Funcionan mediante la combustión de la mezcla de un gas inflamable con aire. Tienen un orificio en la base por el cual entra el aire para formar la mezcla con el gas combustible. El gas más comúnmente usado es el gas natural, que es en su mayor proporción gas metano (más de un 90 %), y en menor medida etano.
Los mecheros de laboratorio alimentados con gas más comunes, que son semejantes en su fundamento al de Bunsen, pero difieren en su aspecto, ajuste y control son:
- Tirril: la base del mechero tiene una válvula aguja que permite la regulación del ingreso de gas directamente desde el mechero, en vez de la válvula de gas. La temperatura máxima de la llama puede alcanzar los 1560 °C.[10]
- Teclu: la parte inferior del tubo es cónica, con una rueda dentada en la base de ese cono. El hueco que hay entre la rueda y el final del tubo, regula el flujo de aire, de forma similar a la que lo hace la ventana de aire del mechero Bunsen.[11]
- Meker (o Meker-Fisher): la parte inferior del tubo posee más aberturas que el de Bunsen exhibiendo una mayor sección perpendicular, admitiendo más aire y mejorando la mezcla de aire y gas. El tubo es más ancho y en su parte superior está cubierto por una grilla de hoyos, la cual separa la llama en una matriz de llamas más pequeñas con una envolvente común a ellas. Esto previene el retroceso de la llama hacia la parte inferior del tubo, lo cual es un riesgo para altas proporciones de aire/gas, limitando el flujo máximo de aire que puede ingresar. Puede alcanzar temperaturas de llama entre 1100 y 1200 °C cuando es utilizado correctamente. Adicionalmente, la salida de la llama es silenciosa a diferencia de los mecheros de Bunsen o Teclu.[12]